# Championnat de Yougoslavie de football 1934-1935
Navigation
Saison précédente Saison suivante
La saison 1934-1935 du Championnat de Yougoslavie de football était la douzième édition du championnat de première division en Yougoslavie. Dix clubs prennent part à la compétition et sont regroupés en une poule unique où ils affrontent deux fois leurs adversaires, à domicile et à l'extérieur.
C'est le club du BSK Belgrade, tenant du titre, qui remporte à nouveau la compétition, en terminant en tête du classement final du championnat avec deux points d'avance sur un duo composé du SK Jugoslavija et du Građanski. C'est le 3e titre de champion de Yougoslavie de l'histoire du club.

## Les clubs participants
| - Concordia Zagreb - Hajduk Split - SK Jugoslavija - HASK Zagreb - BASK Belgrade - Primorje Ljubljana - FK Slavija - BSK Belgrade - Slavija Osijek - Građanski |

## Compétition

### Classement
Le classement est effectué en utilisant le barème classique (victoire à 2 points, match nul un point, défaite zéro point).
| Rang | Équipe             | Pts | J  | G  | N | P  | Bp | Bc | Diff |
| ---- | ------------------ | --- | -- | -- | - | -- | -- | -- | ---- |
| 1    | BSK Belgrade (T)   | 24  | 18 | 11 | 2 | 5  | 49 | 22 | +27  |
| 2    | SK Jugoslavija     | 22  | 18 | 10 | 2 | 6  | 40 | 26 | +14  |
| 3    | Građanski          | 22  | 18 | 10 | 2 | 6  | 31 | 29 | +2   |
| 4    | Concordia Zagreb   | 21  | 18 | 7  | 7 | 4  | 31 | 20 | +11  |
| 5    | HAŠK Zagreb        | 19  | 18 | 8  | 3 | 7  | 33 | 33 | 0    |
| 6    | Hajduk Split       | 18  | 18 | 7  | 4 | 7  | 47 | 32 | +15  |
| 7    | BASK Belgrade      | 15  | 18 | 6  | 3 | 9  | 41 | 46 | -5   |
| 8    | FK Slavija         | 15  | 18 | 7  | 1 | 10 | 26 | 34 | -8   |
| 9    | Primorje Ljubljana | 13  | 18 | 4  | 5 | 9  | 21 | 43 | -22  |
| 10   | Slavija Osijek     | 10  | 18 | 3  | 4 | 11 | 21 | 54 | -33  |

|  | Champion de Yougoslavie 1934-1935 |
|  | (T) : Tenant du titre             |

## Bilan de la saison
| Championnat de Yougoslavie de football 1934-1935                        |                         |
| Champion                                                                | BSK Belgrade (3e titre) |
| Promotions et relégations                                               |                         |
| Promus en Prva Liga                                                     | Aucun                   |
| Relégués en Championnat de Yougoslavie de football de deuxième division | Aucun                   |